# 몬테카를로 발레단
몬테카를로 발레단(Ballet Russe de Monte Carlo)은 디아길레프의 죽음으로 해산한 발레 뤼스의 뒤를 이어 드 바질 대령(Col. Wassily de Basil)에 의해서 1932년에 조직된 러시아의 발레단이다. 드 바질 대령은 발레의 단순한 애호자에 불과했으나 디아길레프의 생존 중에 모나코 왕국이 그에게 경제적 원조를 준 관계도 있고 해서 몬테카를로의 오페라 극장 지배인 르네 블룸의 협력으로 결성되었다. 
이 몬테카를로 발레 뤼스는 안무가에 마신이나 발란친, 무용수에 다닐로바나 그 밖의 많은 발레 뤼스 출신자를 규합하여 조직되었으며 그 후계자로서 런던이나 미국에도 원정, 한때는 큰 인기를 획득하기도 했다. 그러나 이 몬테카를로 발레 뤼스는 1936년에 둘로 갈라지고 말았다. 하나는 드 바질 대령이 이끄는 드 바질 대령의 발레 뤼스(Les Ballets Russes de Col. W.de Basil)라고 개칭했으며, 또 하나는 블룸에 의해 결성된 몬테카를로 발레단(Ballet de Monte Carlo)으로, 전자는 마신, 후자는 포킨이 안무를 담당했으나 이 두 발레단은 그 후 개칭을 거듭하여 판별하기 어려운 상태가 되고, 후자는 마침내 1938년에 이르러 해산하고 말았다. 그리고 드 바질 대령의 발레단도 그 후 차차 약체화되면서도 존속, 바질 대령이 죽은 후는 그 뒤를 이어받은 몬테카를로 발레단이 현재까지 그 이름을 전하고 있다. 그러나 최초의 몬테카를로 발레 뤼스나 그 후 분열된 두 발레단이나 모두 구미 각지를 순회공연하여 발레의 보급에 공헌했으며 뛰어난 무용수를 배출시킨 공적은 높이 평가되고 있다.

## 같이 보기
- 발레 뤼스